# Резервація (роман)
«Резервація» (нід. Het reservaat) — роман-антиутопія бельгійського фламандського письменника Варда Рейслінка, виданий у 1964 році. 1967 року книга отримала бельгійську літературну премію Prijs van de Vlaamse Provinciën. Головний герой книги, «білий слон у стаді сірих», став класичним символом безплідної боротьби індивіда з колективістським, корумпованим, корисливим суспільством.
У книзі зображене суспільство, орієнтоване лише на прибуток і користь. Все має приносити матеріальну користь і вигоду; дружба, поезія, музика і релігія визнані непрактичними і тому непотрібними. Очолює це суспільство клуб однодумців, чиї члени постійно прикривають один одного. Процес придушування старих моральних цінностей у «Резервації» показано яскравіше і драматичніше, ніж у відомій антиутопії «1984», хоча в романі майже немає каральних органів (поліція чи військові). Незважаючи на це, суспільна система вимагає абсолютної покори і жорстоко розправляється з тими, хто намагається чинити опір. Тих, хто не пристосовується до системи, підкуповують, примушують мовчати або ламають кар'єри. Тих, хто не здається, зокрема, протагоніст, знищують фізично.
Сюжет книги побудований навколо боротьби особистості із суспільством, яку останнє, звісно, виграє. Прізвище головного героя — Джонас — алюзія на біблійного персонажа Іону, якого пожирає величезний кит, тобто система.

## Сюжет
Головний герой, Бейзіл Джонас викладає нідерландську мову в середній школі. Одного дня до Джонаса звертається його учениця Марта, яка розказує йому, що її сексуально домагається приятель її матері. Однак, цей чоловік — відомий фабрикант Йохан Дрекселер, тому Марті ніхто не може і не хоче допомогти, навіть її власна мати. Крім того, Дрекселер, не тільки бізнесмен, а ще й відомий благодійник і добрий знайомий міністра фінансів.
Джонас намагається врятувати дівчинку, влаштувавши її втечу з дому, проте ніхто із його знайомих не хоче допомогти Марті, люди або бояться наслідків, або фінансово залежні від Дрекселера. Іза Бартс, знайома головного героя та колишній активіст за свободу, повідомляє Джонасу, що його внесли до Чорного Списку. Виявляється, що уряд вже її морально зламав і примусив мовчати. Канонік Ламер відмовляється прихистити Марту, бо Дрекселер жертвує багато коштів його церкві. Хоча канонік і перебував колись у певній опозиції до уряду, очевидно, що наразі його вже підкупили.
Зрештою, перебування Марти у Джонаса викривається. Йому доводиться з'явитися до комітету з освіти, де йому інкримінують, по-перше — «спокушання» і «зманювання» Марти, по-друге — обговорення на уроках забороненої літератури. Бейзіл впевнений, що зможе виправдати себе, все пояснивши, але члени комітету постійно вдаються до маніпуляцій, перекручуючи слова Джонаса і намагаючись його спровокувати. Пізніше виявляється, що хтось робив обшук вдома у вчителя і забрав із собою якісь «заборонені книги». Бейзіл Джонс вимагає роз'яснень у поліції, проте там кажуть, що справу засекречено.
Водночас, мати Марти вимагає повернути дівчинку додому, бо в іншому разі її силою забере поліція. Джонас намагається поговорити з матір'ю Марти, проте та наполягає на своєму. Врешті-решт, Марта, не бажаючи завдати шкоди своєму вчителеві, добровільно повертається додому.
Тим часом, Бейзіла Джонаса притягають до суду. Справи йдуть погано, адже Дрекселер має друзів усюди. Сторону звинувачення в суді очолює прокурор Галле, батько розбещеної дівчинки із Джонасового класу, який ненавидить Бейзіла. Свідки, Іза Бартс і канонік Ламер заперечують, що Джонас мав сексуальні стосунки із Мартою, проте медичний огляд підтверджує, що дівчина втратила цноту. Якщо Джонас, Марта і свідки говорять правду, то ґвалтівник — Дрекселер, проте цей аргумент суд відкидає без обговорення. Джонас має пройти психологічне тестування, протягом якого психологи намагаються зобразити його збоченцем, щоб довести, що саме він зґвалтував Марту. Джонас не дає їм такої можливості, проте виявляється, що суд задумав дещо інше. Джонаса відпускають, але він, виявивши, що забув пальто, повертається до лікарні, де випадково чує, що лікарі хочуть відправити його до Паалберга, резервації для ненормальних, непотрібних людей. Бейзіл намагається втекти залізницею, проте його затримують звичайні громадяни і повертають до лікарні. Джонаса відправляють до Паалберга, де поміщають в окрему кімнату із спеціальною позначкою, яка визначає тип його ненормальності — homo mollis, тобто занадто м'яка, лагідна людина. Відвідувачі Паалберга можуть спостерігати за ув'язненими наче у зоопарку.
Рік по тому Марта, яка стала коханкою Дрекселера, відвідує з ним Паалберг. Спочатку вони роздивляються в'язнів, а потім переходять до сектору, в якому зберігаються забальзамовані тіла померлих пацієнтів Паалберга, залишені «задля науки». Від цього видовища Марту починає нудити, а за мить вона бачить розпухле тіло Бейзіла Джонаса і непритомніє. У той момент Дрекселер розуміє, що він накоїв і впадає у відчай. Адміністратор Паалберга припускає, що Дрекселер також є homo mollis і має бути ув'язений у Паалбергу.

## Критика і визнання
Через кілька років після першої публікації, у 1967 році роман «Резервація» отримав бельгійську літературну нагороду Prijs van de Vlaamse Provinciën.
Книга швидко здобула популярність серед читачів, зокрема, у центральноєвропейських країнах «соцтабору» — Польщі, Угорщині, Румунії. 1973 року польський режисер Ян Махульський написав і поставив виставу «Homo mollis czyli człowiek wrażliwy» за мотивами романа Рейслінка. Прем'єра вистави відбулася 26 листопада 1973 року у варшавському експериментальному театрі Охоти, в репертуарі якого перебувала до квітня 1974 року.
Роман перекладено кількома європейськими мовами, зокрема, англійською (видавництво Peter Owen, 1978), німецькою (видавництво Bibliotheca Christiana), угорською (видавництво Európa), польською (видавництво PIW, 1972), румунською (видавництво Minerva, 1979), чеською (видавництво O.V.) та шведською (видавництво Fabel).
Незабаром після публікації книги нідерландський критик Ян Гресгофф у виданні Het Vaderland написав:
|  | Ось, нарешті, книга високої літературної якості, із безмежним різноманіттям художніх образів і тонів, яка породжує в читача глибоке і довге протистояння із самим собою. Оригінальний текст (нід.) Hier is nu eindelijk een boek met hoge letterkundige eigenschappen, eindeloos gevarieerd van beeld en toon en dat de lezer aanleiding schenkt tot langdurige en diepgaande confrontaties met zichzelf. |